# Rhytidophyllum leucomallon
Rhytidophyllum leucomallon är en tvåhjärtbladig växtart som beskrevs av Johannes von Hanstein. Rhytidophyllum leucomallon ingår i släktet Rhytidophyllum och familjen Gesneriaceae. Inga underarter finns listade i Catalogue of Life.